# 韦西略
韦西略（法語：Veyssilieu，法語發音：[vɛsiljø]）是法国伊泽尔省的一个市镇，属于拉图尔迪潘区。

## 地理
韦西略（45°40'48"N, 5°13'13"E）面积6.49 平方千米，位于法国奥弗涅-罗讷-阿尔卑斯大区伊泽尔省，该省份为法国东南部内陆省份，北起顺时针与安省、萨瓦省、上阿尔卑斯省、德龙省、阿尔代什省、卢瓦尔省和罗讷省。
与韦西略接壤的市镇（或旧市镇、城区）包括：绍佐、弗龙托纳、莫拉、帕诺萨、圣马塞尔-贝拉克伊、维勒穆瓦里约。

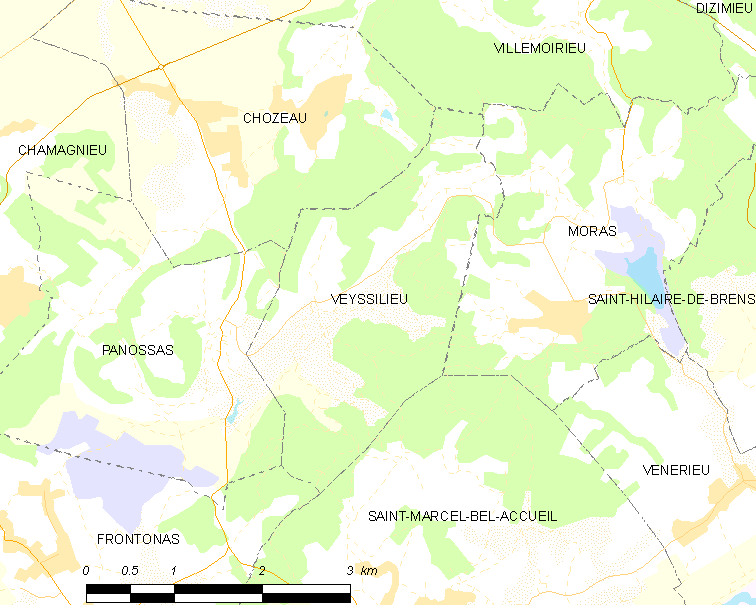
韦西略的OSM定位图

韦西略的时区为UTC+01:00、UTC+02:00（夏令时）。

## 行政
韦西略的邮政编码为38460，INSEE市镇编码为38542。

## 政治
韦西略所属的省级选区为沙尔维约-沙瓦尼厄县。

## 人口

1962-2008年间韦西略人口变化图示

韦西略于2022年1月1日时的人口数量为324人。